# Birgit Hebein

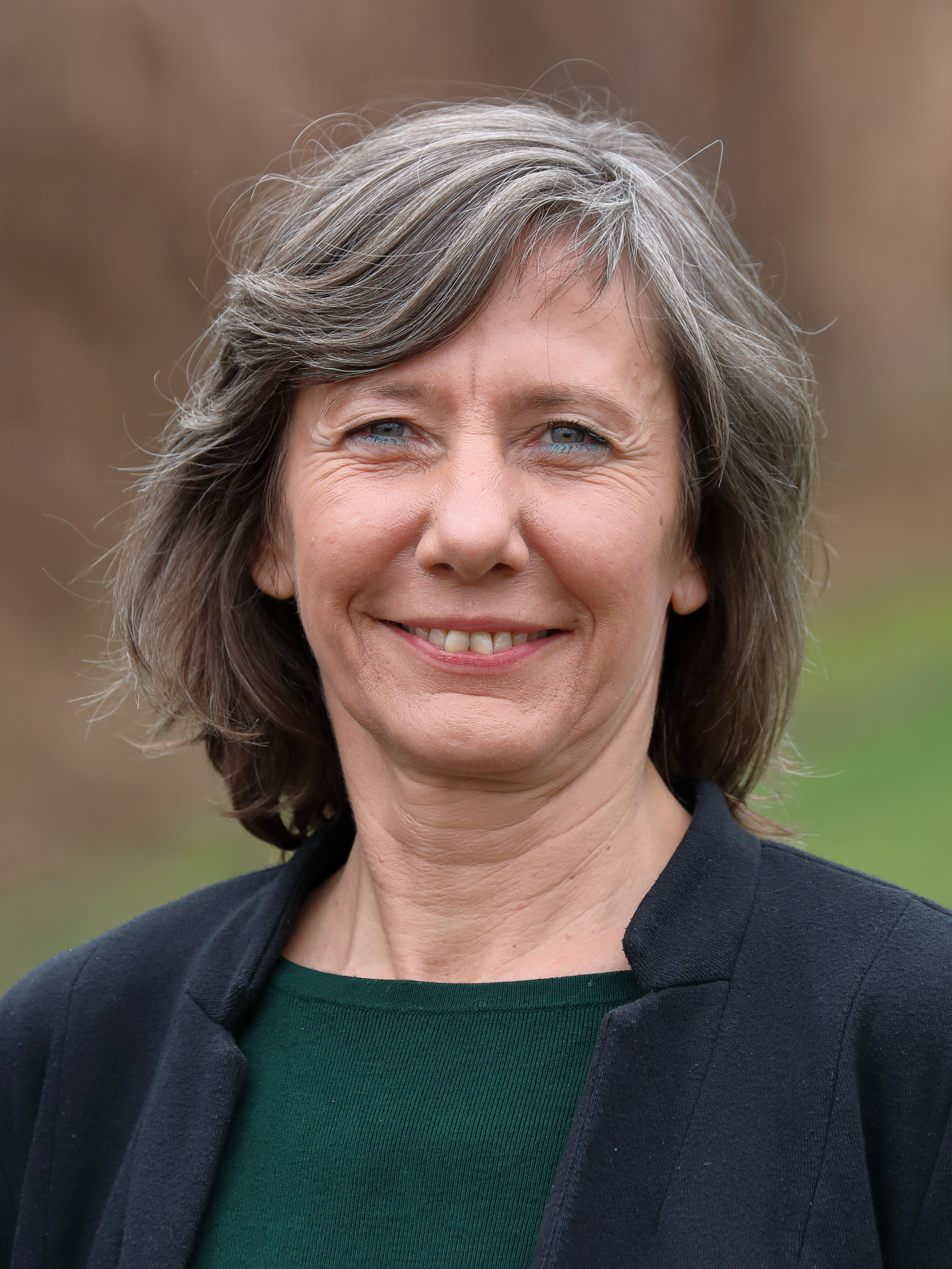
Birgit Hebein (2020)

Birgit Hebein (* 13. Jänner 1967 in Villach, Kärnten) ist eine ehemalige österreichische Politikerin (parteilos, bis 2021 Die Grünen) und ehemalige Sozialarbeiterin.
Vom 26. Juni 2019 bis zum 24. November 2020 war sie Wiener Vizebürgermeisterin, Landeshauptmann-Stellvertreterin des Landes Wien und Stadträtin der Stadt Wien für Stadtentwicklung, Verkehr, Klimaschutz, Energieplanung und BürgerInnenbeteiligung. Sie war bis Anfang 2021 noch Parteivorsitzende der Wiener Grünen und war deren Spitzenkandidatin für die Landtags- und Gemeinderatswahl in Wien 2020.
Hebein war von 2005 bis 2010 Mitglied der Bezirksvertretung von Rudolfsheim-Fünfhaus und von 2010 bis 2019 Abgeordnete zum Wiener Landtag beziehungsweise Mitglied des Wiener Gemeinderates.

## Ausbildung und Beruf
Hebein, die seit 1986 in Wien lebt, ist diplomierte Sozialarbeiterin und war von 1990 bis 1992 im Bahnhofsozialdienst der Caritas Wien beschäftigt. Sie arbeitete zudem in anderen NGO-Bereichen und war bei der ARGE Wehrdienstverweigerung (Gruppe für Totalverweigerung) aktiv.

## Politik und Funktionen
Ohne zu studieren, wurde sie ab 1996 bei der Österreichischen Hochschülerschaft aktiv, von 1996 bis 1997 war sie bei der Hochschülerschaft zuständig für Sicherheitspolitik. Sie wurde bei den Bezirksvertretungswahlen im Jahr 2005 zur Bezirksrätin gewählt und übernahm am 1. Jänner 2007 die Position der Klubobfrau der Grünen Rudolfsheim-Fünfhaus. Hebein kandidierte bei der Landtags- und Gemeinderatswahl in Wien und wurde in der Folge am 25. November 2010 als Abgeordnete zum Wiener Landtag beziehungsweise Mitglied des Wiener Gemeinderates angelobt. Anschließend war sie Sozialsprecherin der Wiener Grünen. Sie war Mitglied im Kontrollausschuss sowie im Gemeinderatsausschuss für Wohnen, Wohnbau und Stadterneuerung vertreten. Zudem war Hebein die Vorsitzende-Stellvertreterin der gemeinderätlichen Behindertenkommission. Außerdem gehörte sie dem Immunitätskollegium und dem Unvereinbarkeitsausschuss als Mitglied an.
Hebein bezeichnete als ihre politischen Schwerpunkte die Sozial- und Gesellschaftspolitik, die Integrationspolitik, das Aufzeigen des „Machtmissbrauchs der SPÖ“ und den Kampf gegen die „Menschenverachtung der FPÖ“.
Hebein war Schriftführerin des kommunistischen Jugendvereins „Freie Österreichische Jugend – Bewegung für Sozialismus“ (FÖJ-BfS).
Bei der Ankunft hunderter Flüchtlinge auf dem Wiener Westbahnhof Anfang September 2015 organisierte und verhandelte Hebein mit Behörden und ÖBB. 2018 machte sie durch ihren Einsatz in den Verhandlungen für die neue Wiener Mindestsicherung und ihre deutliche Kritik am Alkoholverbot im öffentlichen Raum auf sich aufmerksam. Sie argumentierte, dass dieses Alkoholverbot nur zu Verdrängungseffekten führt, und schlug alternativ vor, moderaten Alkohol-Konsum in Betreuungseinrichtungen für Obdachlose zuzulassen, sodass diese nicht auf den öffentlichen Raum angewiesen sind.
Bei der Spitzenwahl der Wiener Grünen setzte sich Hebein am 26. November 2018 gegen David Ellensohn, Peter Kraus, Benjamin Kaan und Marihan Abensperg-Traun durch. Als Parteichefin war sie auch Spitzenkandidatin der Grünen für die Landtags- und Gemeinderatswahl in Wien 2020. Entgegen Befürchtungen von Politikexperten (unter anderem dass Hebein eine „Kampfansage an die SPÖ“ sei) kündigte sie an, in der rot-grünen Koalition bis zum regulären Wahltermin 2020 weiterarbeiten zu wollen.

„Ja natürlich mache ich linke Politik. Was denn sonst?“

Bei ihrem ersten großen Auftritt vor der Parteibasis am 1. Dezember 2018 artikulierte Hebein einen Umbau und eine weitere Öffnung der Partei. Ziel sei es, schlagfertiger und aktionistischer zu werden. Man bleibe außerdem auf jeden Fall eine Ökopartei. Den umstrittenen Lobautunnel lehnte sie ab. Hebein forderte eine „ernsthafte Diskussion“ über eine Citymaut und begründete dies unter anderem mit den „250.000 Pendlerinnen und Pendlern“ nach Wien.
Hebein löste am 22. Juni 2019 Maria Vassilakou im Rahmen der 81. Landesversammlung der Wiener Grünen als deren Chefin ab. Da dabei auch eine Statutenänderung beschlossen und erstmals in der Geschichte der Wiener Grünen auch die bei anderen Parteien übliche Funktion der Parteivorsitzenden geschaffen wurde, war sie die erste Parteivorsitzende der Wiener Grünen.
Am 26. Juni 2019 wurde sie als Nachfolgerin von Maria Vassilakou zur Wiener Vizebürgermeisterin und Stadträtin gewählt und angelobt. Ihr Landtagsmandat ging nach Mandatsverzicht von Ewa Dziedzic und Daniel Landau an Nikolaus Kunrath.
Nach der Landtags- und Gemeinderatswahl in Wien 2020 entschied sich die Wiener SPÖ als Wahlsiegerin die Koalition mit den Grünen nicht fortzuführen und koalierte anstelle dessen mit den NEOS, wodurch Hebein ihr Amt als Vizebürgermeisterin abgeben musste. Nachdem sie sich im grünen Rathausklub erfolglos um den Klubvorsitz und um eine der beiden Stellen als nicht amtsführende Stadträtin beworben hatte, gab sie bekannt, auf ihr Gemeinderatsmandat zu verzichten.
Zum Jahresende 2020 teilte sie mit, dass sie aufgrund des mangelnden Rückhalts auch auf den Parteivorsitz verzichte. Im August 2021 gab sie ihren Austritt aus der Partei bekannt, denn sie vermisse den Widerstand der Partei gegenüber dem Koalitionspartner auf Bundesebene.
Mit Anfang 2024 wurde Birgit Hebein als Fachbeirätin der Stiftung COMÚN bestellt.

## Privates
Hebein ist Mutter von zwei Kindern.